# أنقليس التمساح الثعباني
أنقليس التمساح الثعباني (الاسم العلمي: Brachysomophis crocodilinus) هو نوع من الأسماك، يتبع فصيلة الأنقليس الثعباني.